# Алексис де Токвил
Алексис Шарл Анри Клерел де Токвил (фр. Alexis-Charles-Henri Clérel de Tocqueville; Париз, 29. јул 1805 — Кан, 16. април 1859) био је француски политички теоретичар и историчар. После Јулске револуције 1830. у Француској Токвил је посетио САД да би изучавао њихов казнени систем. Ово је допринело стварању његовог ремек-дела О демократији у Америци (1835 — 1840). Његову политичку каријеру прекинуо је државни удар Луја Наполеона Бонапарте 1851. што му је дало слободу да се у потпуности посвети проучавању историје чији је резултат, између осталог, књига Стари режим и Француска револуција (1856). Био је пријатељ Џона Стјуарта Мила и са њиме се дописивао. У делима Де Токвила изражава се веома нејасан став према развоју политичке демократије. Његове идеје извршиле су утицај и на либералне и на конзервативне теоретичаре као и на политичаре.
Алексис де Токвил је био активан у француској политици, прво под Јулском монархијом (1830—1848), а затим у Другој републици (1849—1851) која је наследила револуцију у фебруару 1848. године. Повукао се из политичког живота након државног удара Луја Наполеона Бонапарте 2. децембра 1851. године, након чега је почео рад на Старом режиму и Револуцији.
Он је тврдио да је значај Француске револуције наставак процеса модернизације и централизације француске државе која је почела под краљем Лујем XVI. Неуспех револуције дошао је из неискуства посланика који су били превише везани за апстрактне идеале просветитељства. Токвил је био класични либерал који је заговарао парламентарну владу, али је био скептичан према екстремима демократије.

## Живот
Алексис де Токвил је потекао из старе Норманске аристократке породице. Његови родитељи, Ерве Луи. гроф од Токвила, официр Уставне гарде краља Луја XVI и Луис Медлејн Росанбо су избегли гиљотину због пада Робеспјера 1794.
Под обновном Бурбона, Токвилов отац је постао признати племић и бирократа. Ишао је у Луси Фабер школу у Мецу
Токвил, који је презирао Јулску монархију (1830—1848), започео је своју политичку каријеру 1839. године. Од 1839. до 1851. годионе био је заменик Манш одељења. У парламенту, он је седео на левој страни центра, бранио је ставове о аболиционистима и подржао је слободну трговину док је подупирао колонизацију Алжира коју је водио режим Луис Филип. Године 1847. настојао је да оснује партију Младе левице која би се залагала за повећање плата, порез и друге проблеме у вези са радом како би се угрозила привлачност социјалиста. Токвил је такође изабран за генералног саветника Манша 1842. године, и постао је председник одељења у периоду од 1849. до 1851. године.
Према једном извештају, Токвилова политичка позиција постала је неодржива у том периоду, у смислу да му је и левица и десница била неповерљива и тражио је изговор да напусти Француску.

### Путовања
Године 1831. добио је од монархије мисију да испита затворе и затворске установе у Сједињеним Државама, и наставио је са својим дугогодишњим пријатељем Густавом де Баунтом. Док је Токвил посећивао неке од затвора, путовао је широм Сједињених Држава и узео је опсежне белешке о својим запажањима и размишљањима. Вратио се у року од девет месеци и објавио извештај, али стварни резултат његове турнеје био је Демократија у Америци, kоји се појавио 1835. године. Баунт је такође написао извештај о својим питањима: у Јаcksonian America: Marie or Slavery у Сједињеним Америчким Држвама (1835). Током овог путовања, од средине августа до почетка септембра 1831. године направио је обилазак од Доње Канаде до Монтреала и града Квебека.
Поред Северне Америке, Токвил је такође организовао облизак Енглеске, стварајући мемоаре. Године 1841. и 1846., путовао је у Алжир. Његово прво путовање инспирисало је његов Рад на Алжиру, у којој је критиковао француски модел колонизације, који је био заснован на асимилационистичком мишљењу, уместо тога, преферирајући британски модел индиректног правила које је избегавало мешање различитих популација. Отишао је све до заговарања расне сегрегације између европских колониста и Арапа кроз имплементацију два различита законодавна система (пола столећа пре имплементације староседелачког кодекса из 1881. године заснованог на религији).
Године 1835. Токвил је путовао Ирском. Његова запажања дају једну од најбољих слика о томе како је Ирска стајала пре Велике глади (1845—1849). Опсервације спајају растућу католичку средњу класу и ужасне услове у којима је живела већина католичких грађана. Токвил је разјаснио и своје либертаријанске симпатије и своју склоност према својим ирским су-религиозним особама.
Након пада Јулске монархије током револуције у фебруару 1848., Токвил је изабран за члана Уставотворне скупштине 1848. године, где је постао члан Комисије задужен за израду новог Устава Друге републике (1848—1851). Он је бранио дводомност (мудрост два парламентарна дома) и избор председника Републике универзалним правом гласа. Пошто се сматрало да је село конзервативније од радничке популације у Паризу, опште право гласа је замишљено као средство за сузбијање револуционарног париског духа.
За време Друге Републике, Токвил је стао на страну партије странке реда против социјалиста. Неколико дана након фебруарске побуне, он је веровао да је насилни сукоб између париског радничког становништва на челу са социјалистима који агитирају у корист "Демократске и Социјалне републике" и конзервативаца, укључујући аристократију и рурално станоништво, био неизбежан. Као што је Токвил предвидео, ове друштвене напетости су на крају експлодирале током јунских устанака 1848.
Под вођстом генерала Луи-Жен Кавањек, Токвил је подржао потискивање, и залагао се за "регулацију" стања опсаде коју је прогласио Кавањек и друге мере којима се промиче суспензија уставног поретка. Између маја и септембра, Токвил је учествовао у Уставној комисији која је написала нови Устав. Његови предлози наглашавају важност његовог северноамеричког искуства као његове измене и допуне о председнику и његовом поновном избору.

### Министар спољних послова
Подржалац Кавањца и странке реда, Токвил је прихватио позив за улазак у владу Одилона Барота као министар спољних послова од 3.јуна до 31. октобра 1849. године. Током немирних дана у јуну 1849. године, замолио је министра унутрашњих послова Жула Дуфаура да успостави опсаду главног града и одобри хапшење демонстраната. Токвил, који је од фебруара 1848. подржао законе које организују политичке слободе, одобрио је два закона која су изгласана одмах након дана 1849. године, што је ограничило слободу клубова и слободу штампе. Ова активна подршка у корист закона који ограничавају политичке слободе је у супротности са његовом одбраном слобода у демократији у Америци. Према Токвилу, он је фаворизовао ред као "Conditio sine qua non" за вођење озбиљне политике. Надао се да ће ону врсту стабилности довести у француски политички живот, што би омогућило непрекидан раст слободе неометано због редовних тутњава земљотреса револуционарних промена.
Токвил је подржао Кавањца против Луиса Наполеона Бонапарте за председничке изборе 1848. године. Токвил је био међу посланицима који су се окупили у 10. арондисману (административна јединица) Париза у покушају да се одупру државном удару и да је Наполеон Трећи осудио за "велеиздају", јер је прекршио уставно ограничење мандата. Затворен у Венсену, а затим пуштен, Токвил, који је подржао рестаурацију Бурбона против Другог царства Наполеона трећег (1851—1871), напустио је политички живот и повукао се у свој дворац (Château de Tocqueville).
На ову слику Токвила, биограф Џозеф Епстајн је закључио: "Токвил се никада није могао присилити да служи човеку којег је сматрао узурпатором и деспотом. Борио се што је боље могао за политичку слободу у коју је тако ватрено веровао- дао је, у свему, тринаест година свог живота. Проводио би дане преостале за борбу против исте борбе, али сада је водио из библиотека, архива и свог стола". Тамо је покренуо нацрт, Древни режим и Револуција, објављујући прву књигу 1856. године, али остављајући другу недовршену.

### Смрт
Дугогодишњи патник од напада туберкулозе, Токвил је на крају подлегао болести 16. априла 1859. године и сахрањен је на гробљу Токвилових у Нормандији. Токвилова религија је била католичантво. Религију је сматрао компатибилном са једнакошћу и индивидуализмом, али је сматрао да ће религија бити најјача када се одвоји од политике.

## Демократија у Америци
У делу Демократија у Америци, објављеном 1835. године, Токвил је писао о Новом свету и процвату демократаског поретка у њему. Посматрајући из перспективе независног научника у области друштвених наука, Токвил је писао о својим путовањима кроз Сједињене Државе почетком 19. века, када су Индустријска револуција, вестернизација и Џејксонова демократрија радикално мењали суштину америчког живота.
Према Џошуи Каплану, сврха писања дела Демократија у Америци је била да помогне француском народу да боље разуме своју позицију између опадајушег аристократског поретка и демократског поретка у настајању и да им помогне да реше конфузију. Токвил је видео демократију као баланс између слободе и равноправности, која се подједнако брине и за појединца и за заједницу.
Токвил је био ватрени присталица слободе. "Страствено волим слободу, закон и поштовање права", написао је. "Нисам ни револуционар, ни конзервативац. [...] Слобода је, пре свега, моја страст. Написао је "Политичке последице Англоамеричких држава" говорећи: "Такође се у људским срцима проналази осиромашен укус за једнакост који тера слабе да желе да спусте јаке на свој ниво и који умањује људе да више воле једнакост у ропству, него неједнакост у слободи."
Горе наведено је често погрешно цитирано као цитат о ропству због претходних превода француског текста. Много каснији превод Артура Голдамера из 2004. године преводи значење као што је горе наведено. Примери погрешно цитираних извора су бројни на интернету, али текст нигде не садржу речи " Американци су заљубљени у једнакост" .
Његов поглед на владу рефлектује његова очекивања о слободи и потребу појединаца да могу да делују слободно, поштујући туђа права. О централизованој влади је писао да се одликује превенцијом, а не чињењем.
Наставио је да коментарише једнакост говорећи: "Штавише, кад су скоро сви грађани једнаки, постаје им тешко да одбране своју независност од агресорске моћи. Нико од њих није довољно јак да се сам бори са предностима, једини гарант слободе за све је да комбинују снаге. Али таква комбинација није увек очигледна."
Токвил експлицитно наводи неједнакост као подстицај за сиромашне да постану богати и бележи да није често да две генерације у породици одржавају успех и то је закон о наслеђивању који дели, евентуално руши нечију имовину, што је разлог сталног кружења између богатих и сиромашних, чиме се више генерација претвара из богатих у сиромашне и из сиромашних у богате. Он наводи заоконе за заштиту у Францујској, који штите имовину од распарчавања међу наследницима, чиме чувају богатство и спречавају нагомилавање богатства, као што је приметио да се дешава у Сједнињеним Државама 1835. године.

### О грађанском и политичком друштву и појединцу
Токвилова главна намера је била да анализира функционисање политичке заједнице и различите форме политичких удружења, иако је изнео нека размишљања и о грађанској заједници такође (као и везе између политичке и грађанске заједнице). За Токвила, као и за Георга Вилхелма Фридриха Хегела и Карла Маркса, грађанско друштво припада сфери приватног предузетништва, а грађански послови су регулисани грађанским закоником. Као критичар индивидуализма, Токвил је мислио да кроз удруживање људи због заједничког циља, и у јавној и у приватној сфери, Американци могу превазићи себичне жеље, тако правећи самосвесну и активну политичку заједницу и енергичну грађанску заједницу, које функционишу према политичким и грађанским законима државе.
Према политикологу, Џошуи Каплану, Токвил није развио концепт индивидуалима, већ је уместо тога променио његово значење и посматрао га као "миран и прорачунат осећај који склања сваког грађанина у изолацију од масе његових сарадника и повлачи га у круг породице и пријатеља [..] Са овом малом заједницом створеном по његовом укусу, он радо напушта већу заједницу проналазећи себе." Док Токвил посматра егоизам и себичност као пороке, он види индивидуализам, не као дефектно осећање, већ као начин размишљања који може имати позитивне последице, као што је спремност за тимски рад, или негативне као што је изолација и тај индивидуализам може бити поправљен побољшаним разумевањем.
Када је индивидуализам био позитивна сила и наводио људе да раде скупа за заједничке циљеве и био виђен као "правилно разумевање личних интереса", тада је помагао да се направи противтежа опасностi од тираније већине, тако да људи могу да " преузму контролу над сопственим животима" без мешања власти. Према Каплану, Американцима је требало доста времена да прихвате Токвилову критику интелектуалног ефекта "свемогуће већине" који гуши и ти Американци су покушали да негирају да је проблем у овом погледу.

Други, попут католичког писца Данијела Швиндта, се не слажу са Каплановом интерпретацијом, тврдећи уместо тога да је Токвил видео индивидуализам само као другу форму егоизма, без неког побољшања. Да би потврдио своју теорију, Швиндт даје цитате попут следећег:
Егоизам извире из слепог инстикта; индивидуализам из настраног размишљања више него из погрешних осећања. Они потичу колико од недостатка интелигенције, толико и од грешака на срцу. Егоизам упропаштава семе сваке врлине; индивидуализам прво исушује само извор јавне (опште) врлине. На дуге стазе уништава и све остале и на крају ће се стопити са егоизмом.

### О демократији и новим облицима тираније
Токвил је упозоравао да модерна демократија може бити вешто стварање нових облика тираније, зато што радикална једнакост може водити ка материјализму буржоазије која се шири и ка себичности индивидуализма. "У таквим условима можемо постати исувише заљубљени у "опуштену љубав према тренутном уживању" што води ка губитку интересовања за будућност наших потомака.. и да сами понизно дозволимо да у незнању будемо вођено деспотском силом, све моћнијом јер не личи ни на једну досад", написао је за Њујоркер Џејмс Вуд. Токвил је бринуо да уколико деспотизам пусти корене у модерној демократији, то може бити много опасније од угњетавања по Римским императорима или од тирана из прошлости, који су једино могли вршити штетан утицај на малу групу људи у то време.
Насупрот томе, деспотизам се под демократијом може видети као "мноштво људи", равноправних, једнаких, који "стално теже ка ситним задовољствима" несвесни својих суграђана и субјеката подложних вољи државе, која поседује "огромну моћ заштите". Токвил пореди деспотску демократску владу са заштитнички настројеним родитељима који желе да одрже своје грађане (децу) као "вечну децу" која се не буне против воље одраслих, већ допуштају да их воде и усмеравају на исти начин као што пастир пази на "стадо уплашених животиња".

### О америчком друштвеном консензусу
Токвилова исцрпна анализа захтевала је разумевање јединствене природе америчког политичког живота. Приликом описивања Американаца, Токвил се сложио са мислиоцима попут Аристотела и Монтескјеа да равнотежа власништва одређује равнотежу политичке моћи, али се његов закључак радикално разликовао од његових претходника. Токвил је покушао да разуме зашто су Сједињене Државе биле толико различите од Европе по мукама аристократије. У супротности са аристократском етиком, Сједињене Државе су представљале заједницу у којој су напоран рад и прављење новца били доминантна етика, где обичан човек ужива достојанство без преседана, где прости људи нису скрајнути у односу на елите и где су се, како је описао, крајњи индивидуализам и тржишни капитализам укоренили у изванредном степену.
Токвил пише: "Међу демократским људима, где нема наследног богатства, сваки човек ради да би зарадио за живот. [...] Рад је частан; предрасуда није против већ у његову корист."
Токвил је тврдио да су вредности, које су тријумфовале на Северу и биле презентоване на Југу, почеле да гуше етику и друштвено уређење старог света. Законодавство је укинуло примогенитуру и ограничење наслеђивања поседа, што је довело до много распрострањеније размене земљишних поседа. Ово је у супротности са општим аристократским обрасцем, према коме само најстарије дете, обично мушког пола, наслеђује имање, што доводи до тога да се огромна имања, која нису дељена, преносе са генерације на генерацију.
Насупрот овоме, у Сједињеним Државама је мања вероватноћа да ће елита која поседује земљу да пренесе богатство на једно дете примогенитуром, што значи да су се временом велика имања распарчавала током неколико генерација, што је довело до тога да деца буду уједначенија. Према Каплановој интерпретацији Токвила, то није био увек негативан развој од веза испуњених љубављу и заједничког искуства између деце, које често бивају замењене много формалнијим везама између најстаријег детета и браће и сестара, које је карактерисало претходни аристократски образац. Све у свему, у новим демократијама постаје изузетно тешко заштитити наслеђено богатство и многи људи су приморани да се боре за сопствени живот.
Како је Токвил то разумео, ова брза демократизација је довела до популације посвећене "средњим" вредностима, која је желела да кроз напоран рад скупи огромно богатство. Према Токвиквиловом мишљењу, ово објашњава зашто се Сједињене Државе толико разликују од Европе. У Европи, тврдио је, нико не брине о стварању новца. Ниже класе се не надају да ће стећи више од минималног иметка, док су више класе откриле да је крајње вулгарно и непристојно да им је стало до нечег тако неугледног као што је новац, а многима је богатство било практично загарантовано и узимали су га здраво за готово. У исто време у Сједињеним Државама, радници су могли видети људе стилизоване у изузетну одећу и пропкламовало се то да кроз тежак рад они могу убрзо поседовати богатство неопходно за уживање у таквом луксузу.
Упркос држању да равнотежа имовине одређује равнотежу власништва, Токвил је тврдио да, као што су показале Сједињене Државе, праведна расподела власништва није осигурала владавину најбољих људи. У ствари, било је прилично супротно од распрострањеног, релативно праведног власништва над имовином, које је било карактеристично за Сједињене Државе и одређивало њихове обичаје и вредности, такође објашњавајући зашто су народне масе САД толико презирале елите.

### О владавини већине и медиокритету
Након искорењивања аристократије старог света, обични Американци су одбили да се приклоне и онима који поседују, како је Токвил рекао, супериоран таленат и интелигенцију и ове природне елите, као резултат тога, нису могле да уживају много учешћа у политичкој моћи. Обични Американци су уживали превише моћи и захтевали су превелики глас у јавној сфери да би се приклонили интелектуално надмоћнијима. Оваква култура је заступала релативно-декларативну једнакост, каже Токвил, али је таква култура промовисала и медиокритет. Онима који су поседовали исконске врлине и таленте није нуђено пуно избора.
Токвил је рекао да су онима са много образовања и интелигенције остављена два избора. Могли су се придружити ограниченим интелектуалним круговима да би истраживали тешке и сложене проблеме са којима се друштво суочава или си могли да искористе своје супериорне таленте да нагомилају огромно богатство у приватном сектору. Токвил је писао да не познаје ниједну земљу где је била "мање независности мишљења и истинске слободе расправљања, као у Америци."
Он је окривио владавину већине као главни фактор за гушење размишљања: "Већина је оградила мисао унутар непремостиве ограде. Писац је слободан унутар тог простора, али тешко ономе ко иде изван ње, не јер је у страху од инквизиције, већ се мора суочити са свуим врстама непријатности у свакодневном прогањању. Политичка каријера му је недоступна, јер је наљутио једину моћ која поседује кључеве. Насупрот претходним мислиоцима, Токвил је тврдио да многи проблеми у политичком животу нису последица тога што су људи били изуизетно снажни, већ тога што су били "јако слаби" и што су се осећали немоћним, као што је опасност да се људи осећају "увученим у нешто што не могу контролисати", према Каплановој интерпретацији Токвила.

### О ропству, црнцима и Индијанцима
Позиционирана на раскршћу америчке историје, Токвилова Демократија у Америци, описала је основу америчке културе и вредности. Иако је био неко ко је подржавао колонијализам, Токвил је био у стању да перципира зла којима су црнци и домороци били подвргнути у Сједињеним Државама. Токвил је последње поглавље првог тома Демократије у Америци посветио том питању док је његов сапутник Густав де Бемонт у потпуности био фокусиран ропство и последице ропства по америчку нацију у делу Мери или Ропство у Америци. Токвилове белешке о америчким расама:
Први који запада за око, просвећени, моћан и срећан, је бели човек, Европљанин, човек пар екселанс; Испод њега су Црнци и Индијанци. Ове две несрећне расе нису ни род, нити имају исту фацу, језик или фолклор, само им несреће личе једна на другу. Обе окупиране и једнако потлачене у земљи у којој су настањени; обе кушају последице тираније; и иако су им патње различите, могу их приписати истом творцу.

Токвил је упоредио оне који су се настанили у Вирџинији са средњом класом, религиозним Пуританцима који су основали Нову Енглеску и анализирао утицај ропства:
Људи послати у Вирџинију су били ловци на благо, авантуристи без ресурса и личности, чији су турбулентни и манични карактери угрозили колонију. Занатлије и земљорадници који су дошли касније, једва да су били поштованији од потлачене класе, назад у Енглеској. Колонија једва да је била успостављена када је уведено ропство. То је била та чињеница која је имала битан утицај на карактер, законе и читаву будућност Југа. Ропство дискредитује рад; уводи безвољу у друштво, а са њом ароганцију, луксуз и анксиозност. Оно умањује моћи ума и гаси активност човека. У исто време, Север је развио много другачије особине.

Токвил је закључио како повратак црнаца у Африку није решио проблем и како наводи на крају Демократије у Америци:
Када би Либерија годишње примала на хиљаде становника, и ако би црнци послати тамо имали предност; када би Унија помагала друштво субвенцијама, слала црнце у Африку државним пловилима, и даље не би била у могућности противречи природном прираштају црног становништва; не би била у стању да уклони толико људи колико се у то време на тој територији рађало, не би могла да спречи развој зла које је дневно расло у државама. Црна раса никада неће напустити обалу Америке до које је дошла захваљујући пороцима Европљана; неће никада напустити Нови Свет докле год буде постојала. Становници Сједињених Држава могу скрнавити тло које насељују али не могу сада уништити оно што су сами проузроковали.
1855. написао је следећи текст, који је Мари Вестон Чапман објавила у делу Либерти бел: Сведочење против Ропства:
Не мислим да је на мени, странцу, да укажем у Сједињеним Државама на време, мере и људе којима ће ропство бити укинуто. Ипак, као окорели непријатељ деспотсва и свих његових форми, у болу и у чуду сам због чињенице да су најслободнији људи, у данашње време, готово једини међу цивилизованим и хришћанским народима задржали робовласничке односе; и све ово док кметство као такво нестаје, а није нестало само међу деградиранијим народима Европе.
Као стари и искрен пријатељ Америке, обузима ме немир гледајући како јој Ропство омаловажава просперитет, каља углед, компромитује будућност Уније која представља гарант сигурности и поноса, и истиче ту слабу тачку свим њеним непријатељима. Као човек, такође сам погођен чињеницом колико један човек може другог човека ниподаштавати. У нади сам да ће једног дана закон пружити грађанске слободе свим становницима царства, као што Бог пружа слободу воље, без разликовања, свим насељеницима земље.

### О политици асимилације
Према Токвилу, асимилација црнаца је врло немогућа а као пример за то јесу Северне државе. Као што је Токвил предвидео, декларативна слобода, једнакост и сегрегација постаће реалност након Америчког грађанског рата и током Реконструкције, што је представљати камен спотицања истинској интеграцији црнаца у САД.
Било како било, асимилација је била најбоље решење за домороце јер су они били сувише поносни да би се асмиловали, што би довело до истребљења. Протеривање је такође био део америчког плана против индијанаца. Обе популације су биле недемократске, и без квалитета и интелекта који су потребни за живот у демократији. Токвил је изнео велики број аспеката на тему асимилације и сегрегације његове и епоха које ће доћи али се противио теоријама Артура Гобина које су сажете у његовом делу Есеј о неједнакости људских раса.

### О Сједињеним Државама и Русији као будућим светским силама
У његовој Демократији у Америци, Токвил је предвидео супериорност Сједињених Држава и Русије. У његовој књизи је навео: Сада на свету постоје две велике нације, које су се из различитих тачака упутиле ка истом циљу: Руси и Англо-Американци... И једни и други вођени неким тајним предсказањем надају се да ће држати судбину света у својим рукама.

### О служби пороте
Токвил је веровао како је амерички систем пороте веома битан у обучавању грађана о самоуправљању и владавини закона. Често је истицао како је систем пороте један од најкарактеристичнијих индикатора демократије јер спаја грађане са духом правног система. У есеју Демократија у Америци из 1835. каже: Порота, тачније грађани поротници, служе као канал комуникације између духа судија и умова свих грађана; овај дух са свим својим намерама је најбоља припрема за слободне институције. Он сваком грађанину пружа осећај званичности; чини их да осећају дужности које морају да обаве према друштву; и улоге које обављају у Влади.
Токвил је веровао како порота не користи само друштву у целости већ чини поротнике бољим грађанима. Због система пороте грађани су били боље упознати са правом државе а самим тим су и са њом били више повезани.

## 1841. дискусија о Походу на Алжир
Француски историчар колонијализма Оливер Грандмасон је истакао како Токвил (као и Жул Мишел) користе термин геноцид како би описали шта се то догађало у периоду колонизације Западних Америчких Држава и у периоду истребљења Индијанаца. Токвил 1841. о освајању Алжира каже следеће:
Што се мене тиче, из Африке сам се вратио са тужним запажањем да водимо рат на више варварски начин него што то Арапи раде. Ових дана, они представљају цивилизацију, не ми. Овакво вођење рата ми се чини глупо и окрутно. Можемо га наћи само у главама окрутних и крутих војника. Исто тако било је беспотребно заменити Турке само како бисмо произвели опет оно што је свет у њима мрзео. Чак и у контексту наших интереса ово је било више штетно него корисно; као што ми је један официр рекао, ако је наш циљ да се изједначимо са Турцима, чињеница је да ћемо бити далеко испод њих; варвари на варваре, Турци ће увек бити изнад нас јер су они муслимански варвари. У Француској сам често слушао људе које поштујем али њихове ставове не одобравам, како се жале да би усеви требало бити спаљени, амбари испражњени а неоружани мушкарци, жене и деца заплењени. Према мом мишљењу ове несрећне околности морају бити прихваћене од стране свих људи који желе да ратују против Арапа. Мислим да би требало предузети све мере како би се истребила ова племена. Верујем да нам закони рата пружају могућност да уништавамо државе и то уништавањем усева или инвазијом.

Било како било, можемо рећи како политичке слободе у Алжиру не важе.

Токвил је сматрао како је освајање Алжира важно из два разлога: први, због његовог схватања међународног поретка и позиције Француске у свету; и други, због промена у друштву Француске. Токвил је веровао како би рат и колонизација вратили национални понос и како је веровао смањио муке средње класе. Њихов смисао за материјално ширио се по читавом друштву ширећи тако слабост и егоизам.
Токвил је отишао толико далеко у подржавању метода Томе-Робера Бижоа, да је рекао како је рат у Африци наука. Свако је упознат са правилима овог ратовања и свако их може применити са скоро потпуним шансама за успех. Највеће достигнуће Томе-Робера јесте то што је успоставио и све упознао са својом новом науком.
Токвил је правдао расну сегрегацију у Алжиру расчлањујући их на две ситуације: једну за европске колонисте и једну за Арапе. Овај дводелни уговор ће бити у потпуности успостављен делом Адолфа Кремија, Андижена из 1870. којим се Европљани и Јевреји у Алжиру подвргљују француским законима а Муслимани муслиманским другоразредним законима.

## Токвилово противљење инвазији Кабилије
Насупрот Оливеру Грандмасону, Жан-Луи Беноа је тврдио да узевши у обзир границе до којих су расне предрасуде ишле, Токвил је био њихов разуман заговорник. Беноа је тврдио како је погрешно рећи да је Токвил подржавао Бижоа упркос његовом делу из 1841. Чини се како је Токвил променио свој став након друге посете Алжиру 1846. с обзиром на то да је осудио Бижоову жељу за инвазијом Кабилије 1847.
Иако је Токвил био заговорник традиционалног закона, бирократије и школе за Арапе који су се подвргнули француској контроли, окарактерисао је племе Бербера као дивљаке (у свом делу Два писма о Алжиру из 1837) неспособне за овакав договор јер је сматрао како ће се најбоље средити не силом већ културним оплемењивањем.
Токвилов поглед на ову тему је био изузетно замршен. Иако је 1841. у извештају о Алжиру поздравио Бижоову победу над Абделкадиру и његовом отпору, рекао је у Два писма да војска напусти Кабилију несметано. У даљим писмима и говорима се и даље противио инвазији Кабилије.
У расправи из 1846. о помоћним ресурсима, Токвил је искритиковао Бижоов корпус војних операција и успео је да убеди скупштину да не снабдевају Бижоову војску додатним ресурсима. Токвил је осудио, план Бижоа да изврши инвазију Кабилије упркос противљењу скупштине, као бунтовни чин у ком је влада заговарала кукавичлук.

## 1847. Извештај о Алжиру
У извештају о Алжиру из 1847. године, Токвил је изјавио како би Европа требало да избегне грешку коју је направила са колонизацијом Америке, како не би дошло до крвавих последица. Конкретније, он подсећа своје људе како ће се крваво завршити и колонизација Алжира уколико се методе поступања према цивилима не промене.
Токвил је истакао у извештају како судбина војника и финансија лежи у рукама Француске владе и у томе како ће она третирати народе Алжира, ту укључујући разна Арапска племена као и независне Кабиљане настањене у пределу Атласа и њиховог моћног лидера Абделкадира.
У извештају се говори и о питањима поседништва и чувања земаља и теснаца који нуде силно богатство. У случају Алжира, Лука Алжир и контрола над Гибралтарским мореузом, према мишљењу Токвила су исто толико релевантни колико и контрола над читавим Алжиром. Зато, Токвил наглашава како доминација над одређеним тачкама носи огроман политички утицај.
Токвил је истакао, како иако није пријатно, насиље је оправдано законима рата и неопходно приликом колонизације. О овим законима се није расправљало у детаље, али узевши у обзир циљ Француза у Алжиру, односно стицање војног и јавног утицаја насупрот самоодбрани, може се закључити да се Токвил није слагао са теоријом праведног рата. У складу са тим, узимајући у обзир да је оправдавао силу коришћену против цивила на непријатељској територији, његов приступ се не поклапа са праведним ратом односно jus in bello тезом о критерујуму пропорционалности и дискриминације.

## Стари режим и Револуција
Године 1856., Токвил је објавио дело Стари режим и Револуција. Књига се бави питањима Француског друштва пре Француске револуције односно питањима Старог поретка-истражује шта је то довело заправо до револуције.

## Цитирање у популарној књижевности
Токвил је цитиран у неколико поглавља књиге Тоби Јанга Како изгубити пријатеље и анулирати људе, где се бавио питањем хомогеношћу интелектуалне елите на Универзитету Харвард. Често је цитиран и током часова историје у Америци. Токвил је послужио као инспирација Питеру Керију у његовом роману Папагај и Оливер у Америци из 2009. године.

## Дела
- Alexis de Tocqueville and Gustave de Beaumont in America: Their Friendship and Their Travels
- Du système pénitentaire aux États-Unis et de son application en France (1833)
- De la démocratie en Amérique (1835/1840)
- L'Ancien Régime et la Révolution (1856)
- Recollections (1893)
- Journey to America (1831–1832)
- L'Etat social et politique de la France avant et depuis 1789 – Alexis de Tocqueville
- Memoir On Pauperism: Does public charity produce an idle and dependant class of society? (1835)
- Journeys to England and Ireland, 1835.